# Periboeum acuminatum
Periboeum acuminatum là một loài bọ cánh cứng trong họ Cerambycidae.